# Calliandra slaneae
Espèce
Classification phylogénétique
Calliandra slaneae est une espèce de plantes à fleurs de la famille des Mimosaceae selon la classification classique ou de celle des Fabaceae selon la classification phylogénétique.
On trouve notamment cette espèce dans les Antilles.